# Amerika (Film)
Amerika ist ein deutscher Spielfilm von Jens Jenson aus dem Jahr 2000. Er wurde am 27. Januar 2000 auf dem Max Ophüls Festival uraufgeführt. Der Film ist Devid Striesows Filmdebüt.

## Handlung
Der junge Lanski arbeitet in einem Bergwerk in der DDR, wird kurz nach der Wende jedoch mit weiteren Kumpel entlassen. Er begibt sich mit seinem Wolga nach Norddeutschland, um Arbeit zu finden. Auf seinem Weg begleitet ihn unter anderem der westdeutsche Bankräuber Travis ein Stück.

## Kritik
arte stellte den Film 2002 im Rahmen des Kurzfilmmagazins Kurzschluss vor und nannte ihn ein „sozialkritisches Roadmovie“ mit „ästhetisch durchkomponierten Schwarzweiß-Aufnahmen“.